# Szkoła Podstawowa nr 2 im. Jana Pawła II w Wąbrzeźnie
Szkoła Podstawowa nr 2 im. Jana Pawła II w Wąbrzeźnie – szkoła podstawowa ośmioklasowa działająca w Wąbrzeźnie od 1914 roku.

## Historia szkoły

### Początki
Wzrost demograficzny pod koniec XIX wieku spowodował, że władze pruskie zdecydowały o budowie w Wąbrzeźnie nowych szkół. W 1883 roku wzniesiono budynek szkoły powszechnej przy dzisiejszej ulicy Wolności 11. Uczęszczały do niej dzieci wyznań katolickiego, ewangelickiego i żydowskiego. W 1912 zbudowano nowy gmach przy ul. Wolności 30, jednak liczne usterki architektoniczne spowodowały, że został oddany do użytku dopiero w 1914 roku dla dzieci ewangelickich.

### Okres międzywojenny
W 1920 roku w gmachu przy ul. Wolności 30 powstała siedmioklasowa Publiczna Szkoła Żeńska (analogiczna, Męska działała w budynku przy ul. Wolności 11). W wyniku reformy w 1932 roku szkoła stała się szkołą powszechną III stopnia dla dziewcząt. W 1927 roku pracowało tam 10 nauczycieli katolików i 1 ewangelik, a do szkoły uczęszczało 268 uczennic katoliczek i 67 ewangeliczek. W 1933 roku pożar strawił strych oraz wieżę, której już nie odbudowano.

### II wojna światowa
W czasie okupacji hitlerowskiej szkoła funkcjonowała jako Mudchenvolkschule, wyodrębniona w 1942 roku z Knaben- und Mudchen- Volksschule. W 1944 roku w szkole urządzono niemiecki szpital wojskowy,  a naukę przeniesiono do baraków przy ul. Grudziądzkiej. Nauczyciele zorganizowali tajne nauczanie, którym zajmowali się Feliks Kotewicz, Stefania Delewska, Helena Markowska, Jan Szynaka, Marianna Manikowska.

### W Polskiej Rzeczypospolitej Ludowej
22 lutego 1945 roku wznowiono lekcje w szkole po okresie okupacyjnym. Budynek szkoły pozostał bez zmian, natomiast zniszczone było wyposażenie klas. Na przełomie marca i lutego 1945 roku była to szkoła koedukacyjna, jednak powrócono do podziału i szkoła stała się szkołą żeńską. Naukę rozpoczęło 476 uczennic. Od 1946 roku była to szkoła ośmioklasowa, ale tylko do 1947 roku,. gdy stała się ponownie szkołą siedmioklasową jako Ogólnokształcąca Szkoła Stopnia Podstawowego nr 2. 15 lipca 1961 roku szkoła stała się ośmioklasowa otrzymując nazwę Szkoła Podstawowa nr 2. W 1963 roku szkolna drużyna hokeistów zdobyła złoty medal mistrzostw Polski w zawodach o "Złoty Krążek:. We wrześniu 1964 roku uruchomiono pierwszy oddział klas specjalnych dla uczniów z niepełnosprawnością intelektualną. Klasa liczyła 19 uczniów a wychowawczynią była Marianna Manikowska. W 1968 roku wybudowano nową kuchnię i jadalnię. W 1971 roku szkolna drużyna saneczkarzy zdobyła złoty medal mistrzostw Polski. 1 stycznia 1973 roku szkoła stała się Zbiorczą Szkołą Gminną wraz z 16 szkołami filialnymi oraz przedszkolami. W latach 1973–1975 wybudowano boisko sportowe staraniem nauczyciela Jana Wesołowskiego. W 1976 roku szkolna drużyna hokeistów ponownie zdobyła złoty medal mistrzostw Polski.

### Po 1989 roku
W 1990 szkoła przejęła sąsiadujący budynek dawnego Komitetu Miejskiego PZPR, gdzie urządzono sale lekcyjne, biura i bibliotekę. W 1991 roku urządzono pierwszą klasę wyrównawczą, której wychowawcą został Sławomir Piskor. W 1996 roku wprowadzono pilotażowo nauczanie integralne w dwóch klasach pierwszych prowadzonych przez Dorotę Pyć i Sylwię Szczepaniak. W 1998 roku na rok przed właściwą reformą programową podjęto się wprowadzenia systemu blokowego na lata 1998-2001 w klasach IV-VI. W 1999 roku szkoła stała się sześcioklasowa. W 2001 roku w budynku głównym urządzono toalety dla uczniów, dotychczas mieszczące się w osobnym budynku z 1912 roku. 8 września 2006 roku szkoła otrzymała imię Jana Pawła II. W czerwcu 2007 roku mury szkolne opuściła ostatnia klasa specjalna, wychowawcą był Janusz Przybyło. We wrześniu 2007 roku utworzono klasy integracyjne. W latach 2008–2009 przeprowadzono termomodernizację budynków.
. W 2019 roku po likwidacji gimnazjów szkoła przejęła budynek dawnego Gimnazjum nr 1 im. kard. Stefana Wyszyńskiego w Wąbrzeźnie przy ul. Wolności 11. W budynku przy ul. Wolności 11 naukę rozpoczęły klasy IV-VIII, natomiast klasy I-III oraz oddziały przedszkolne pozostały w gmachu przy ul. Wolności 30.

## Dyrektorzy[1]
- Kazimierz Pelowski (1923-1932)
- Julian Wacławski (1933-1934)
- Wiktor Merk (1934-1935)
- Stefan Kaucz (1935-1937)
- Maria Liro (1937-1939)
- Burfeind (1941-1945)
- Jan Szynaka (1945)
- Marianna Manikowska (1945)
- Maria Liro (1945-1950)
- Stefan Kazimierczak (1950)
- Janina Górska (1950-1951)
- Irena Zomkowska (1951)
- Edmund Noryśkiewicz (1951-1957)
- Irena Zomkowska (1957)
- Henryk Czapiewski (1957)
- Bronisław Wasielewski (1957-1973)
- Andrzej Danyluk (1973-1984)
- Mirosława Korcz (1984-1999)
- Izydor Żółtowski (1999)
- Artur Stupała (1999-2003)
- Wiesława Wróblewska (2003-2013)
- Katarzyna Wąż p.o. (2013-2014)
- Wiesława Wróblewska (2014-2016)
- Katarzyna Wąż p.o. (2016)
- Anna Kursa p.o. (2016-2017)
- Ilona Czarnecka (od 2017)

## Znani i zasłużeni uczniowie oraz nauczyciele
- Gustawa Jarecka – nauczycielka, pisarka, autorka m.in. opowiadania Szósty oddział jedzie w świat
- Dariusz Dąbrowski – uczeń, historyk, badacz dziejów Rurykowiczów

## Szkoła w literaturze
W 1935 roku ukazało się opowiadanie Gustawy Jareckiej, prawdopodobnie nauczycielki tejże szkoły Szósty oddział jedzie w świat. przeznaczone dla dzieci, którego akcja toczy się w Wąbrzeźnie, a główna bohaterka, Wanda jest uczennicą szkoły żeńskiej, obecnej Szkoły Podstawowej nr 2. Opowiadanie wznowiono w 2016 roku staraniem Miejskiej i Powiatowej Biblioteki Publicznej im. Witalisa Szlachcikowskiego w Wąbrzeźnie.
W 2014 roku ukazała się opracowana historia szkoły Minął wiek autorstwa Lidii Jabłońskiej i Katarzyny Kornackiej.